# Les Meilleurs Amis
Pour plus de détails, voir Fiche technique et Distribution.
Les Meilleurs Amis ou Les romantiques au Québec (The Romantics) est une comédie romantique américaine sortie en 2011, basée sur le roman éponyme, par Galt Niederhoffer, qui a également écrit le scénario et réalisé le film en 2010.

## Synopsis
Sept amis d'université sont réunis pour le mariage de deux d'entre eux, Lila (Anna Paquin) et Tom (Josh Duhamel). Laura (Katie Holmes), la demoiselle d'honneur, est l'ex-petite amie du futur marié et la meilleure amie de la future mariée. Tout devrait se dérouler pour que ce soit le plus beau jour de celle-ci. Malgré cela, très vite, il semble évident qu'elle est toujours amoureuse de Tom…

## Fiche technique
- Titre : Les Meilleurs amis
- Titre québécois : Les romantiques
- Titre original : The Romantics
- Réalisation : Galt Niederhoffer
- Scénario : Galt Niederhoffer d'après son roman
- Musique : Jonathan Sadoff
- Photographie : Sam Levy
- Montage : Jacob Craycroft
- Production : Michael Benaroya, Daniel Hendler, Galt Niederhoffer, Ron Stein, Daniela Taplin Lundberg, Jennifer Todd et Suzanne Todd (en)
- Société de production : 10th Hole Productions, Benaroya Pictures, Eva Daniels Productions, Four of a Kind Productions, Plum Pictures, Rose Pictures et Team Todd
- Société de distribution : Four of a Kind Productions (États-Unis)
- Pays :  États-Unis
- Genre : Comédie dramatique et romance
- Durée : 95 minutes
- Dates de sortie : 
  -  États-Unis : 10 septembre 2010

## Distribution
- Katie Holmes (VF : Alexandra Garijo ; VQ : Aline Pinsonneault) : Laura
- Anna Paquin (VF : Caroline Victoria) : Lila
- Josh Duhamel (VF : Jean-Pierre Michael ; VQ : Patrice Dubois) : Tom
- Dianna Agron (VF : Noémie Orphelin ; VQ : Kim Jalabert) : Minnow
- Adam Brody (VF : Donald Reignoux ; VQ : Sébastien Reding) : Jake
- Malin Åkerman (VF : Sauvane Delanoë ; VQ : Camille Cyr-Desmarais) : « Trip » Tripler
- Elijah Wood (VF : Alexandre Gillet) : Chip Hayes
- Jeremy Strong (VF : Stanislas Forlani ; VQ : Martin Watier) : Pete
- Rebecca Lawrence (VF : Edwige Lemoine ; VQ : Ariane-Li Simard-Côté) : Weesie
- Candice Bergen (VF : Évelyn Séléna) : Augusta
- Annabel-Jane Brooks : Patricia
- Will Hutchins (VF : Michel Laroussi) : le grand-père McDevon
- Rosemary Murphy (VF : Cathy Cerdà) : la grand-mère Hayes

Source et légende : version française (VF) sur RS Doublage et version québécoise (VQ) sur Doublage Québec.